# André Merlet
André Merlet ( 1954 ) es un orquideólogo, y botánico francés.

## Algunas publicaciones
- jean-claude Guérin, j.-m. Hervouet. 2007. Climbing Mount Marojejy in Madagascar. L’Orchidophile 174: 165-177

### Libros
- jean-claude Guérin. 2007. Les Orchidées de Poitou-Charentes et de Vendée. 221 pp.

- jean-claude Guérin, jean-michel Mathé, andré Merlet. 2007. Les orchidées de Poitou-Charentes et de Vendée. Parthénope collection. Ed. Biotope. 288 pp. ISBN 2914817231

- La abreviatura «A.Merlet» se emplea para indicar a André Merlet como autoridad en la descripción y clasificación científica de los vegetales.[1]